# Кистенли
Кистенли (баш. Киҫтәнле) — река в России, течёт по территории Бижбулякского района Республики Башкортостан. Начинается около села Кистенли-Ивановка. Устье реки находится в селе Ермолкино на 33 км по правому берегу реки Менеуз. Длина реки составляет 19 км.

## Данные водного реестра
По данным государственного водного реестра России относится к Камскому бассейновому округу, водохозяйственный участок реки — Дёма от истока до водомерного поста у деревни Бочкарёва, речной подбассейн реки — Белая. Речной бассейн реки — Кама.
Код объекта в государственном водном реестре — 10010201312111100024663.